# Moi International Sports Centre
Het Moi International Sports Centre is een multifunctioneel stadion in Kasarani, een woonwijk in de hoofdstad van Kenia, Nairobi. Het werd gebouwd omdat Kenia in de jaren de Afrikaanse Spelen zouden organiseren. In het stadion is plaats voor 60.000 toeschouwers. In het stadion kunnen voetbal- en rugbywedstrijden gespeeld worden. Ook kunnen er in het stadion atletiekwedstrijden gespeeld worden. In het complex is tevens een hotel en een zwembad.
Het voetbalstadion dat onderdeel uitmaakt van het sportcomplex wordt Kasaranistadion genoemd. In dit stadion worden meestal de internationale wedstrijden van het nationale elftal gespeeld. Ook de voetbalclubs Mathare United en Tusker FC spelen hier hun thuiswedstrijden.
In 2010 werd het stadion tijdelijk gesloten voor renovaties die de Keniaanse overheid betaalde met behulp van geld afkomstig uit China. De renovatie kostte 900 miljoen Keniaanse shilling. De renovatie werd gedaan door een Chinees bedrijf, Sheng Li Engineering Construction Company. In 2012 werd het stadion weer geopend.